# ジニェーゼ
ジニェーゼ（伊: Gignese）は、イタリア共和国ピエモンテ州ヴェルバーノ・クジオ・オッソラ県にある、人口約1,000人の基礎自治体（コムーネ）。

## 地理

### 位置・広がり
| 隣接するコムーネは以下の通り。括弧内のNOはノヴァーラ県所属を示す。 - アルメーノ (NO) - ブロヴェッロ＝カルプニーノ - オメーニャ - ストレーザ |

## 行政

### 分離集落
ジニェーゼには、以下の分離集落（フラツィオーネ）がある。
Alpino Cignese, Nocco, Vezzo